# Classe Nordkapp

La classe Nordkapp  est une série de trois patrouilleurs offshore construite  par le chantier naval Haugesund Mekaniske Verksted à Haugesund pour la Garde côtière norvégienne. Elle est utilisée pour la recherche et sauvetage, l'inspection des pêches, la recherche et la patrouille générale de la ZEE dans les eaux norvégiennes. Il s'agit d'une classe de navires spécialement construits pour les garde-côtes norvégiens avec un rôle secondaire d'escorte navale en temps de guerre. La Garde côtière norvégienne fait partie de la Marine royale norvégienne et a des pouvoirs de police.

## Historique
La classe Nordkapp transportait à l'origine un hélicoptère Westland Lynx qui a été remplacé en 2011 par le NH90. Les navires sont capables de naviguer en mer glacée. Étant donné que ces navires peuvent servir d'escortes navales en temps de guerre, ils ont des dispositifs pour transporter des armes et des capteurs supplémentaires, tels que des missiles anti-navires et des torpilles.
En juin 2018, il a été annoncé  que le Vard Group, filiale de Fincantieri, construira trois navires de remplacement. La livraison des trois nouveaux navires est prévue en 2022, 2023 et 2024, respectivement.

## Unités
| Nom         | N° coque | Photo | MIs en service |
| ----------- | -------- | ----- | -------------- |
| KV Nordkapp | W320     |       | 1980           |
| KV Senja    | W321     |       | 1980           |
| KV Andenes  | W322     |       | 1981           |